# Paseo de los Tulipanes
Paseo de los Tulipanes es una localidad de México localizada en el municipio de Mineral de la Reforma en el estado de Hidalgo. La localidad se encuentra conurbada a la ciudad de Pachuca de Soto.

## Geografía
Se encuentra en la región geográfica de la Cuenca de México (Valle de Tizayuca). Le corresponden las coordenadas geográficas 20° 03’ 45.011” de latitud norte y 98° 46’ 00.400” de longitud oeste, con una altitud de 2340 m s. n. m. Cuenta con un clima semiseco templado.
En cuanto a fisiografía se encuentra en la provincia del Eje Neovolcanico, dentro de la subprovincia de Lagos y volcanes de Anáhuac; su terreno es de llanura. En lo que respecta a la hidrografía se encuentra posicionado en la región del Pánuco, dentro de la cuenca del río Moctezuma, y en la subcuenca del río Tezontepec.

## Demografía
En 2020 registró una población de 1877 personas, lo que corresponde al 0.93 % de la población municipal. De los cuales 883 son hombres y 994 son mujeres. La localidad pertenece a la zona Metropolitana de Pachuca.
| Gráfica de evolución demográfica de Paseo de los Tulipanes entre 2010 y 2020                 |
|                                                                                              |
| Población de los censos y conteos del Instituto Nacional de Estadística y Geografía (INEGI). |